# La Torre de Buira
La Torre de Buira és un petit poble de parla catalana de la comarca aragonesa de la Ribagorça (província d'Osca) que pertany al municipi de Bonansa.
El seu terme és fronterer amb Catalunya, seguint el curs del riu Noguera Ribagorçana, ocupant la ribera oest. L'any 2006 tenia 6 habitants. S'hi accedeix des del Pont de Suert i passant per Buira (Bonansa), per una carretera asfaltada. Es troba al sud de Buira i al sud-oest del Pont de Suert.
L'origen del topònim Buira sembla relacionat amb el terme BOREAS (vent de tramuntana, del nord, del port, anomenat aire de port a la comarca) que citen diversos autors fent referència a Coromines.
La primera denominació d'aquest lloc de la que es tenen referències (1016) és: Turrem ad Buera.
El lloc va dependre històricament del proper monestir de Santa Maria de Lavaix des que Guillem de Ribagorça en fes donació als frares el 29 de març de l'any 1016. Altres autors, com Boix i Pociello, situen la donació cap al 1017 o 1018.
Abans de 1300 hi ha documentada una torre (que de ben segur va donar nom al lloc), actualment desapareguda.
Deshabitat l'any 1991, ha tornat a poblar-se durant les darreres dècades.
Al centre del petit nucli es troba l'església de Sant Climent (en lamentable estat actualment), que va fer-se tristament famosa per l'enderroc de la seva espadanya l'any 2008, amb una gran ressò a tots els mitjans. Podria ser l'origen de la famosa Arqueta dita de Buira, segons apunten les informacions que apareixen al dietari del bisbe Meseguer, impulsor del Museu Diocesà de Lleida, on va estar la peça des de començaments del segle XX (formant part dels Fons diocesans) fins a la seva entrega al Museo Diocesano de Barbastro-Monzón (2021), fruit d’un llarg litigi canònic i administratiu per les anomenades obres d’art eclesiàstiques de la Franja que, des de 1995 va enfrontar a la Diòcesi de Lleida i a la de Barbastro-Monzón (després de la remodelació d’aquesta darrera l’any 1995), amb participació dels governs de Catalunya i Aragó. Segons una anotació datada el 26 de juny de 1901 al dietari del bisbe, l'Arqueta i altres peces van ser objecte d'una permuta entre el bisbe i el rector de Buira (Mariano Miranda, que devia ser-ho alhora de l'església de Sant Climent), però indicant que totes les capsetes provenien de Torre Buira (i no de Sant Josep de Buira com es va consignar genéricament).
“él dará un frontal viejo de escultura y las cajitas de Torre Buira, una de marfil, pídasele el calderito trípode y la caja grande de Torre”.
La imatge de Sant Climent de la Torre de Buira del segle xviii, forma part de Col·lecció d'Art Sacre de la Ribagorça que s'exposa a l'església vella de l'Assumpció del Pont de Suert.
A una hora de camí direcció sud (camí de Santorens) i poc més enllà del límit del terme de La Torre de Buira, se situa l'ermita o església romànica de Torm (Mare de Déu del Torm, Santorens, actualment Ajuntament de Sopeira), que va ser objecte d’un intent fallit de restauració els darrers anys (voltants del 2010).